# Lago Esmeralda (Yukón)
El lago Esmeralda es un lago situado en el del sur Yukón, Canadá, notable para su color verde intenso. Está localizado junto a la carretera Klondike del Sur, en kilómetro 117,5 desde Skagway, Alaska. El color es el resultado del reflejo de la luz en los depósitos blandos de marga, una mezcla de arcilla y carbonato de calcio, al fondo de las aguas superficiales.
La alta concentración de carbonato de calcio proviene de gravas de caliza erosionadas de las montañas cercanas que se depositaron en el lugar hace aprox. 14 000 años por los glaciares de la última edad de hielo. La erosión glacial también fue responsable del barrido del fondo del lago.
Condiciones hipóxicas durante el verano pueden haber contribuido a los depósitos carbonatos y a la formación de marga.

## Galería de imágenes

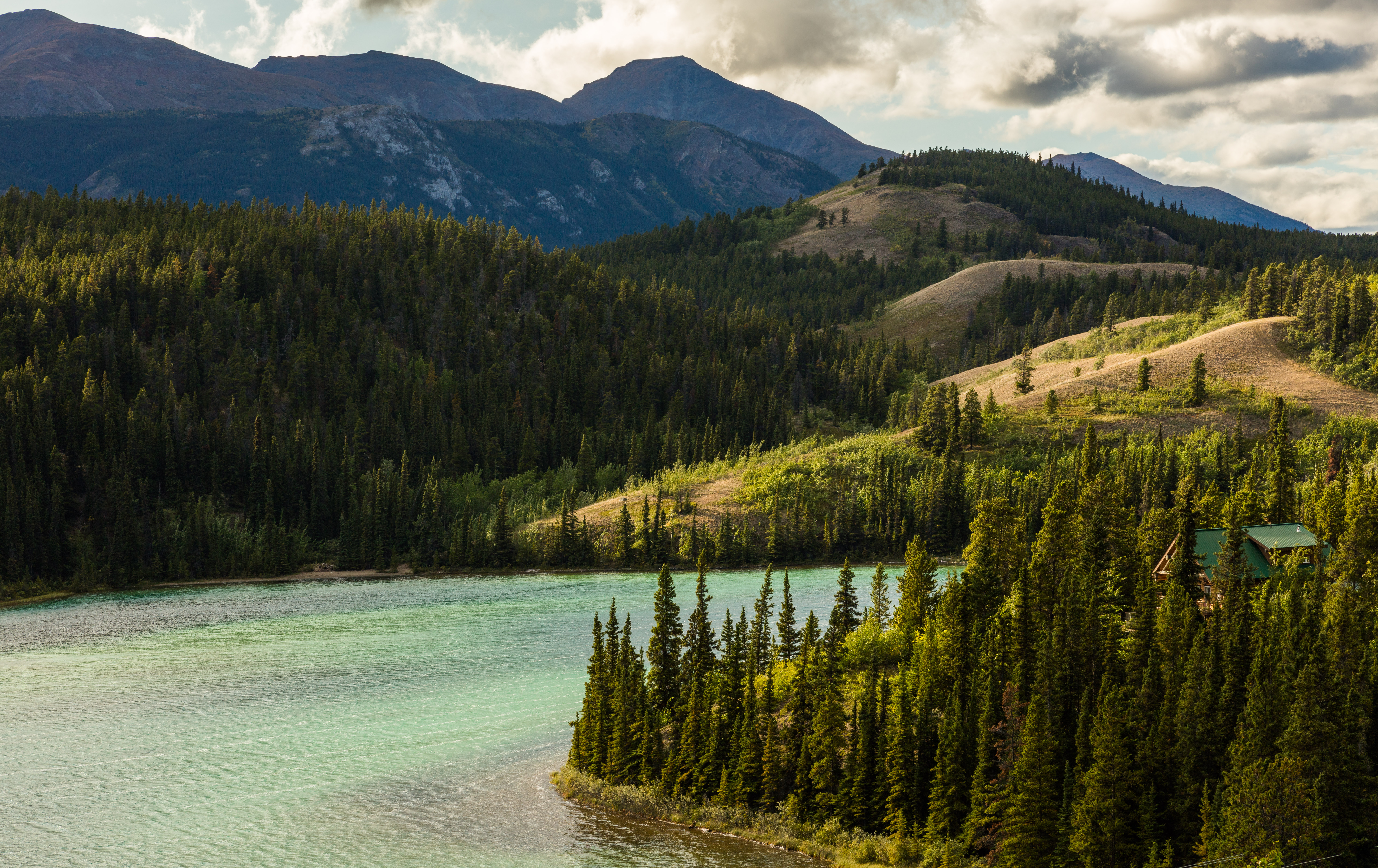
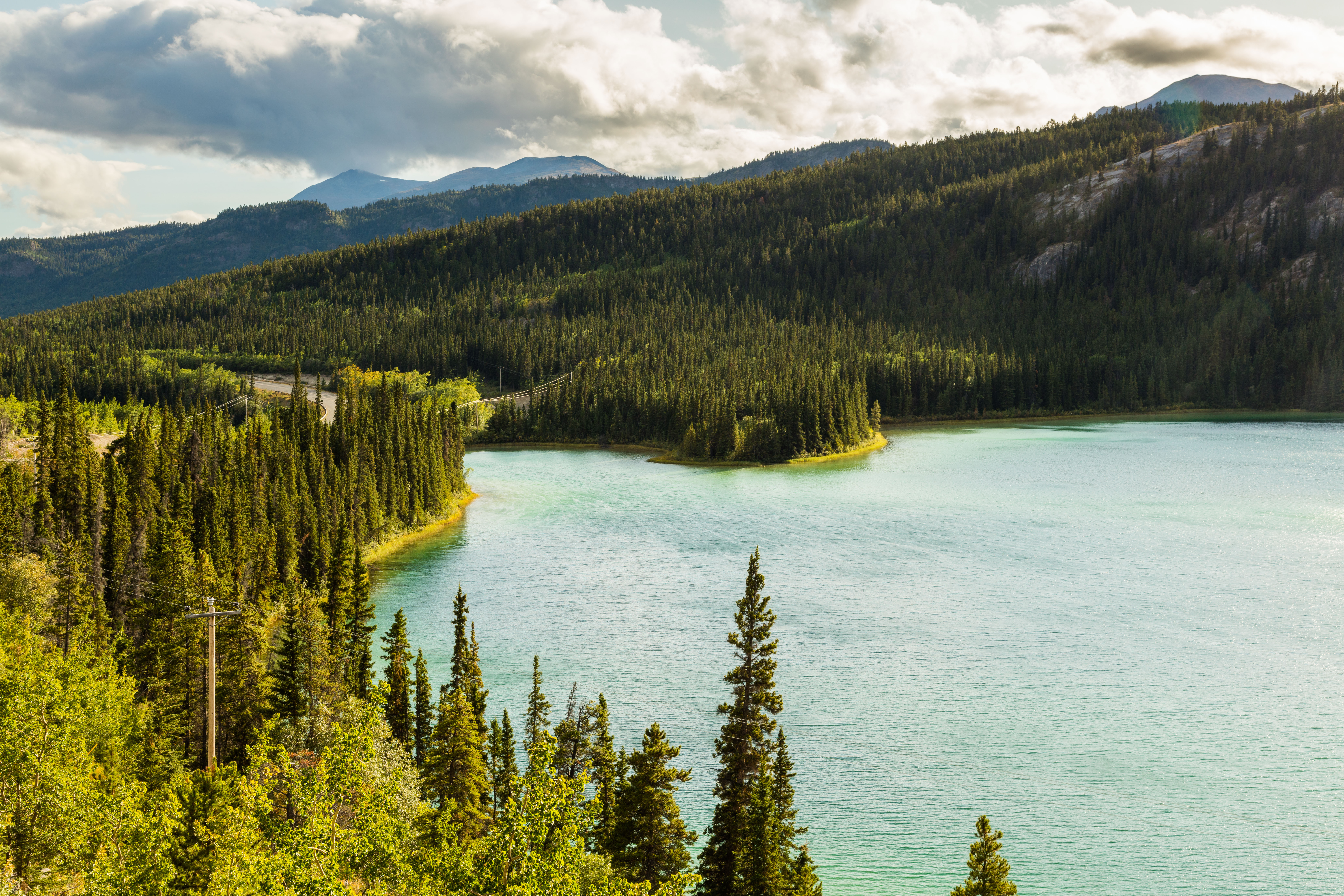
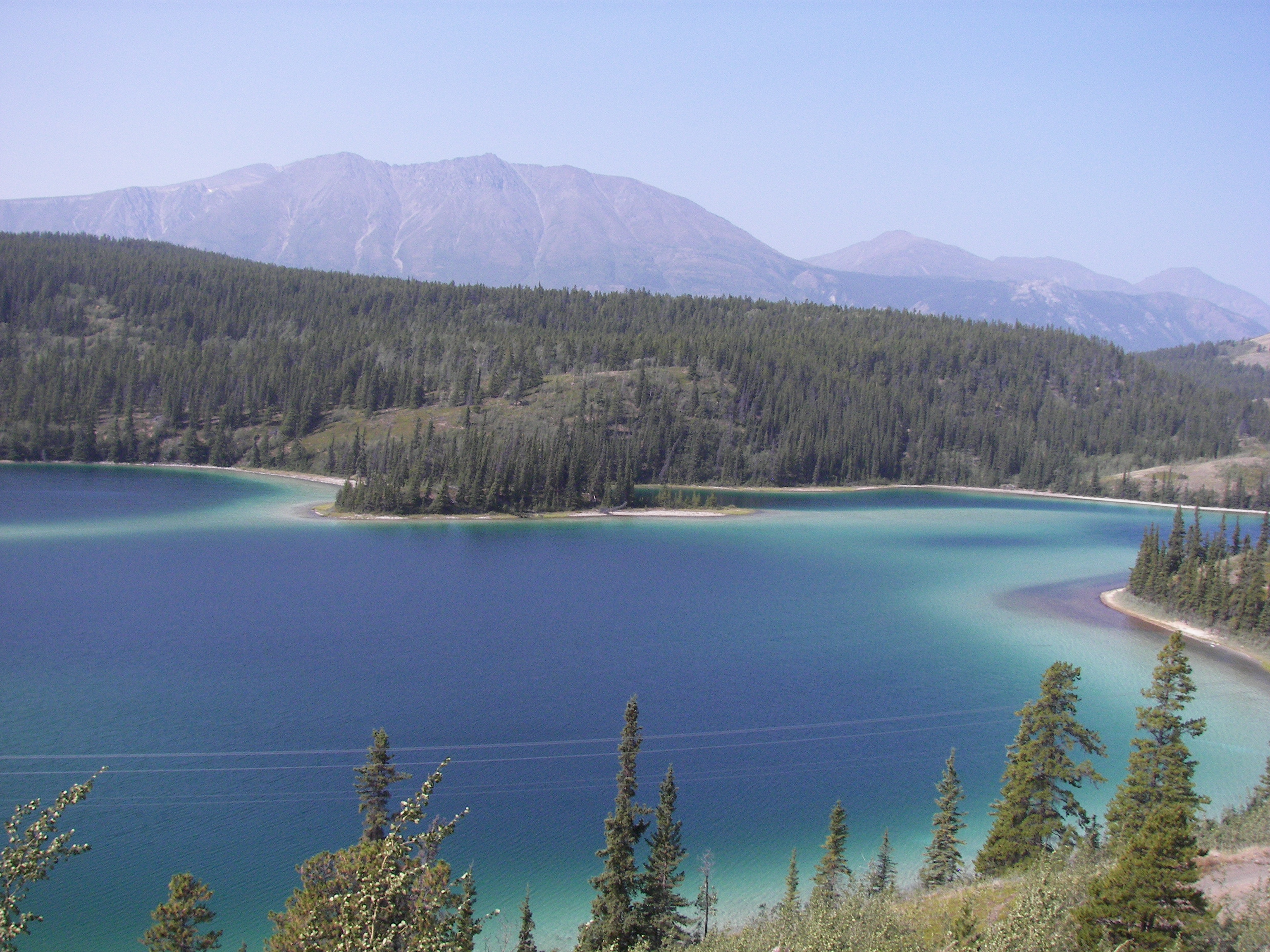